# 利奥·伦道夫
利奥·伦道夫（西班牙語：Leo Randolph，1958年2月27日—），美国男子拳击运动员。他曾代表美国参加1976年夏季奥林匹克运动会拳击比赛，获得一枚金牌。他于1978年成为职业选手。